# Michael Skråmo
Michael Nikolai Skråmo, född 2 november 1985 i Bergsjöns församling i Göteborg, var en norsk-svensk terrorist, medlem av Islamiska staten (IS). Han har själv ägnat sig åt rekrytering av IS-terrorister från Norden. Hans mor har uppgett för bland annat SVT att hon fått information om att sonen dog i början av mars 2019, under slutstriderna i den syriska staden Al-Baghuz Fawqani som kallats IS sista fäste. En svensk soldat som stred mot IS för den kurdiska organisationen Folkets försvarsenheter har uppgett att han identifierat Skråmo, och att han dött av skador efter ett flyganfall.

## Biografi
Michael Skråmo växte upp i Göteborg med norskt medborgarskap och utbildade sig till kock på Ester Mosessons gymnasium. Han konverterade till islam efter att börjat intressera sig för religionen under gymnasietiden. År 2005 reste han till Egypten och studerade arabiska och islam. Senare reste han runt i Sverige och Europa och predikade om salafism och uttalade stöd för islamistiska terrordåd samt genomförde fler studieresor till Egypten. Han kallade sig Abdul Samad i Egypten och under det namnet blev han känd bland islamister på sociala medier. Han berättade för närstående i Sverige att han planerade att resa till Syrien, men uppgav att han skulle arbeta som kock på ett sjukhus.
I september 2014 flyttade Michael Skråmo tillsammans med sin hustru Amanda Gonzales från Göteborg till Raqqa i Syrien och anslöt sig där till Islamiska staten. Med sig hade de sina fyra barn, samtliga under fem år. Med på resan var även Amandas mor och Michael Skråmos svärmor samt Ulrika Pape (även känd som Umm Hamza) och hennes två yngsta barn i ett senare äktenskap, en sjuårig flicka och en nioårig pojke.
I Syrien blev Skråmo en av Islamiska statens rekryterare av medlemmar med bilder och videor på sig själv i stridsutrustning. På Facebook hade han också konton under namnen Abou Ibrahim al-Swaidi och Abdulsamad al-Swaidi. Al-Swaidi är arabiska för "svensken", och hans rekryteringsförsök riktade sig mot Sverige och Norden. Han uppmanade även i filmer och sociala medier till att terrorceller i Europa skulle genomföra terrordåd.
I mars 2019 påstods att hans hustru Amanda Gonzales hade avlidit i en granatattack mot Baghouz i nordvästra Syrien vid årsskiftet 2018/2019. Samma månad, under det som kallades slutstrider mot IS i Baghouz, rapporterades först att han gripits av kurdiska styrkor, men hans namn saknades på officiella listor. Senare uppgav hans mor i Sverige att hon hade fått uppgifter om att Michael Skråmo avlidit, men även de uppgifterna är obekräftade. Norsk säkerhetspolis inledde en förundersökning gällande terrorbrott mot Michael Skråmo och har efterlyst honom internationellt. Skråmos sju barn söktes upp av morfadern, Patricio Galvez, och 18 april 2019 meddelade svenska myndigheter att de skulle få lämna flyktinglägret och transporteras till svenska konsulatet i Erbil, Irak. När barnen kom till Sverige placerades de i olika fosterfamiljer och har fortsatt kontakt med morfadern.